# المختار بن عبد المالك الجامعي
محمد المختار بن عبد المالك الجامعي سياسي وفقيه وأديب مغربي، من رجالات دار المخزن، عينه السلطان عبد الرحمن بن هشام في منصب الصدر الأعظم مكان محمد بن إدريس العمراوي باقتراح من رؤساء جيش الأوداية كشرط لإنهاء تمردهم. 
ينحدر المختار من قبيلة أولاد جامع التي كانت تخيَّم حول فاس، وهو الجد الجامع لعدد من الوزراء المغاربة. انخرط المختار بجهاز المخزن منذ عهد المولى سليمان بن محمد. بالإضافة لمهامه السياسية كان فقيهاً وأديباً. توفي بمراكش يوم الخميس 12 محرم 1251 هـ.